# Euxootera marmorata
Euxootera marmorata là một loài bướm đêm trong họ Noctuidae.